# خوزه کارلوس ماریاتگوئی
خوزه کارلوس ماریاتگوئی لا چیرا (زاده ۱۴ ژوئن ۱۸۹۴ – درگذشته ۱۶ آوریل ۱۹۳۰) استاد دانشگاه، فیلسوف و انقلابی پرویی، و از بنیان‌گذاران حزب سوسیالیست پرو در ۱۹۲۸ بود.
گروه چریکی «راه درخشان» در پرو، آثار ماریاتگوئی را (پنجاه سال پس از مرگ وی) سر مشق کار خود قرار دادند.
این گروه حتی اسم خود را از جمله یی از ماریاتگوئی الهام گرفته‌است. (مارکسیسم-لنینیسم، راه درخشانی به سوی انقلاب خواهد گشود!)
از ماریاتگوئی، آثاری در زمینه تاریخ مارکسیسم در اروپا و جنبش‌های آمریکای جنوبی به جا مانده‌است.

## گفتارها
«مارکسیسم-لنینیسم، راه درخشانی به سوی انقلاب خواهد گشود.» (نام گروه چریکی «راه درخشان» از این گفتهٔ ماریاتگوئی الهام گرفته شده)